# 日富美信吾
日富美 信吾（ひふみ しんご）は、日本のゲームシナリオライター、ライトノベル作家。主に美少女ゲームに携わっている。

## 作品

### ゲーム

#### PCゲーム
- D.C. Summer Vacation 〜ダ・カーポ サマーバケーション〜（CIRCUS NORTHERN）
- ホームメイド -Homemaid-（CIRCUS FETISH）
- すくみず2 〜泳・げ・な・い〜（CIRCUS FETISH）
- C.D.Christmas Days 〜サーカスディスク クリスマスデイズ〜（CIRCUS）
- エターナルファンタジー（CIRCUS NORTHERN）
- D.C.II Fall in Love 〜ダ・カーポII〜 フォーリンラブ（CIRCUS NORTHERN）
- D.C.II Dearest Marriage ～ダ・カーポII～ ディアレストマリッジ（CIRCUS NORTHERN）
- D.S. -Dal Segno-（CIRCUS NORTHERN）
- D.S. i.F. -Dal Segno- in Future（CIRCUS NORTHERN）
- D.C.III Dream Days ～ダ・カーポIII～ ドリームデイズ（CIRCUS NORTHERN）
- てんぷれっ!!（CIRCUS）
- D.C.4 ～ダ・カーポ4～（CIRCUS NORTHERN）

#### コンシューマーゲーム
- ホームメイド 〜終の館〜（プリンセスソフト）
- D.C.I.F. 〜ダ・カーポ〜 イノセントフィナーレ（Sweets）
- マリッジロワイヤル 〜プリズムストーリー〜（アスキー・メディアワークス）
- 涼風のメルト - days in the sanctuary -（PIACCI）
- D.C.4 ～ダ・カーポ4～（エンターグラム）

### ライトノベル
- マリッジロワイヤルシリーズ
  - Dearest Stories
  - Girl's Heart
  - *Girl's Hear EXTRA（以上、電撃G's magazine連載）
  - マリッジロワイヤル（電撃文庫）
- 日本子・チャチャチャ（講談社ラノベ文庫）
- スーパー・ノヴァ・ラブソング　日本子・チャチャチャ（講談社ラノベ文庫）
- ワールド・イズ・マイン　日本子・チャチャチャ（講談社ラノベ文庫）
- レヴナントガーデン ―愚者たちの踊る世界―（講談社ラノベ文庫）
- 魔王と勇者が不適切な関係。（講談社ラノベ文庫）
- トラックに轢かれたのに異世界転生できないと言われたから、美少女と働くことにした。（講談社ラノベ文庫）
- おしかけ勇者嫁 勇者は放逐されたおっさんを追いかけ、スローライフを応援する（BKブックス）
- 異世界に召喚されなかったから、現実世界にダンジョンを作ってやりたい放題（ガガガブックス）